# Federazione dell'Industria Europea delle Costruzioni
La Federazione dell'Industria Europea delle Costruzioni (FIEC), è l'associazione di categoria che, dal 1905, rappresenta a livello europeo gli imprenditori privati di ogni dimensione e forma giuridica, operanti nei settori delle infrastrutture, opere pubbliche, dell'edilizia abitativa, commerciale, direzionale e industriale. La rappresentanza associativa è estesa alle imprese edili svolgenti lavorazioni specialistiche quali fondazioni e impianti. Rappresenta 32 federazioni nazionali (tra cui l'ANCE) affiliate in 27 Paesi europei (24 UE, Norvegia, Svizzera, Ucraina, Israele) ed è interlocutore in rappresentanza dei datori di lavoro nel Dialogo sociale settoriale europeo.
Ha sede a Bruxelles, in Belgio.

## Steering Committee[2]
Lo Steering Committee in carica, organo di governo dell'associazione, è stato eletto all'Assemblea Generale tenutasi a Limassol nel maggio 2022. Il mandato ha durata triennale.
Composizione:
- Philip Crampton   - President
- Piero Petrucco  - First Vice-President - Rappresentante dell'Italia
- María-Ángeles Asenjo   - Vice-President - Rappresentante della Spagna
- Joseé-Michaël Chenu  - Vice-President - Rappresentante della Francia
- Ricardo Gomes  - Vice-President - Rappresentante del gruppo Irlanda, Portogallo, Estonia, Lituania
- Pavol Kovacik  - Vice-President - Rappresentante del gruppo Bulgaria, Repubblica Ceca, Slovacchia, Romania
- Yiannis Markides   - Vice-President -  Rappresentante del gruppo Cipro e Grecia
- Rüdiger Otto  - Vice-President - Rappresentante della Germania
- Maxime Verhagen   - Vice-President - Rappresentante del gruppo Belgio, Paesi Bassi, Lussemburgo
- Walter Seemann  - Vice-President - Rappresentante del gruppo Austria, Slovenia, Croazia, Ungheria
- Carin Stoeckmann  - Vice-President - Rappresentante del gruppo Danimarca, Finlandia, Norvegia, Svezia
- Benoît Chauvin  - Vice-President - Rappresentante dell'EIC (European International Contractors)

## Membri[3]
|                        | Paese           | Organizzazione                                                               |
| ---------------------- | --------------- | ---------------------------------------------------------------------------- |
| Svezia (bandiera)      | Svezia          | Byggföretagen                                                                |
| Irlanda (bandiera)     | Irlanda         | Construction Industry Federation (CIF)                                       |
| Spagna (bandiera)      | Spagna          | Confederación Nacional de la Construcción (CNC)                              |
| Portogallo (bandiera)  | Portogallo      | Federação Portuguesa da Indústria da Construção e Obras Públicas (FEPICOP)   |
| Francia (bandiera)     | Francia         | Fédération Française du Bâtiment (FFB)                                       |
| Francia (bandiera)     | Francia         | Fédération Nationale des Travaux Publics (FNTP)                              |
| Danimarca (bandiera)   | Danimarca       | DI Byggeri                                                                   |
| Norvegia (bandiera)    | Norvegia        | Byggenæringens Landsforening (BNL)                                           |
| Norvegia (bandiera)    | Norvegia        | Entreprenørforeningen - Bygg og Anlegg (EBA)                                 |
| Germania (bandiera)    | Germania        | Hauptverband der Deutschen Bauindustrie (HDB)                                |
| Germania (bandiera)    | Germania        | Zentralverband des Deutschen Baugewerbes (ZDB)                               |
| Italia (bandiera)      | Italia          | Associazione Nazionale Costrutturi Edili (ANCE)                              |
| Svizzera (bandiera)    | Svizzera        | Società svizzera degli impresari-costruttori (SBV-SSE-SSIC)                  |
| Belgio (bandiera)      | Belgio          | Confédération Construction                                                   |
| Paesi Bassi (bandiera) | Paesi Bassi     | Bouwend Nederland                                                            |
| Lituania (bandiera)    | Lituania        | Lithuanian Construction Association (LCA)                                    |
| Estonia (bandiera)     | Estonia         | Estonian Association of Construction Entrepreneurs (EACE)                    |
| Lussemburgo (bandiera) | Lussemburgo     | Groupement des Entrepreneurs du Bâtiment et des Travaux Publics (GEBTP)      |
| Austria (bandiera)     | Austria         | Fachverband der Bauindustrie (FVBI)                                          |
| Austria (bandiera)     | Austria         | Geschäftsstelle Bau (BI BAU)                                                 |
| Slovenia (bandiera)    | Slovenia        | Chamber of Construction and Building Materials Industry of Slovenia (CCBMIS) |
| Croazia (bandiera)     | Croazia         | Croatian Employers' Association - Construction Employers' Associations (HUP) |
| Grecia (bandiera)      | Grecia          | Panhellenic Association of Engineers Contractors of Public Works (PEDMEDE)   |
| Cipro (bandiera)       | Cipro           | Federation of the Cyprus Building Contractors' Associations (OSEOK)          |
| Bulgaria (bandiera)    | Bulgaria        | Bulgarian Construction Chamber (BCC)                                         |
| Romania (bandiera)     | Romania         | The Romanian Association of Construction Contractors (ARACO)                 |
| Romania (bandiera)     | Romania         | FPSC                                                                         |
| Slovacchia (bandiera)  | Slovacchia      | Zväz stavebných podnikateľov Slovenska (ZSPS)                                |
| Ungheria (bandiera)    | Ungheria        | Építési Vállalkozók Országos Szakszövetsége (ÉVOSZ)                          |
| Rep. Ceca (bandiera)   | Repubblica Ceca | Association of Building Entrepreneurs of the Czech Republic (SPS)            |
| Ucraina (bandiera)     | Ucraina         | Confederation of Builders of Ukraine (CBU)                                   |
| Israele (bandiera)     | Israele         | ACB - Israel Builders Association                                            |

## Presidente
- 1905 – 1912: Léon Soulé
- 1912 – 1914: Odorico Odorico
- 1914 – 1915: Edouard Piquet
- 1915 – 1925: Eugène Despagnat
- 1925 – 1928: R. B. Chessum
- 1928 – 1930: G. M. Burt
- 1931 – 1942: J. L. Cagianut
- 1948 – 1953: Edgard Frankignoul
- 1953 – 1955: André Borie
- 1955 – 1957: Norman Longley
- 1957 – 1959: Francesco Maria Salvi
- 1959 – 1961: Rudolf Becker
- 1961 – 1963: Francois Buche
- 1963 – 1965: Peter W. E. Holloway
- 1965 – 1967: Bo Ekelund
- 1967 – 1969: Henri Faure
- 1969 – 1971: Francesco Perri
- 1971 – 1973: Gérard de Gezelle
- 1973 – 1975: Hermann Brunner
- 1975 – 1977: Philippe Clément
- 1977 – 1979: William G. Thorpe
- 1979 – 1982: Frans A. M. de Vilder
- 1982 – 1985: Fernando Piccinini
- 1985 – 1986: Thomas Rogge
- 1986 – 1988: Paul Willemen
- 1988 – 1990: Jean-Louis Giral
- 1990 – 1992: Peter Galliford
- 1992 – 1994: Niels Frandsen
- 1994 – 1996: Thomas Rogge
- 1996 – 1998: Ioannis Papaioannou
- 1998 – 2000: Philippe Levaux
- 2000 – 2002: Franco Nobili
- 2002 – 2006: Wilhelm Küchler
- 2006 – 2008: Daniel Tardy
- 2008 – 2010: Dirk Cordeel
- 2010 – 2012: Luisa Todini
- 2012 – 2014: Thomas Schleicher
- 2014 – 2016: Johan Willemen
- 2016 – 2017: Jean-Louis Marchand
- 2017 – 2019: Kjetil Tonning
- 2019 – 2022: Thomas Bauer
- 2022 – 2024: Philip Crampton
- 2024 – in carica: Piero Petrucco